# 詹姆斯·霍根 (美国军人)

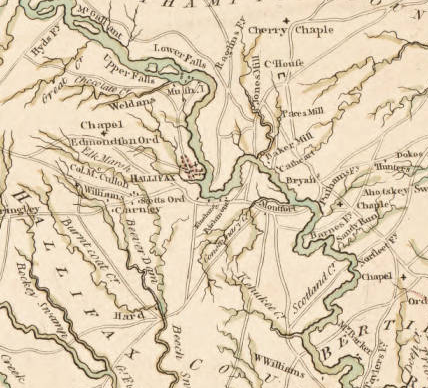
约翰·科莱所绘1770年北卡罗莱纳州地图的一部分，可以看到哈利法克斯周边和罗阿诺克河

詹姆斯·霍根（英語：James Hogun，？—1781年1月4日）是美国独立战争期间北卡罗莱纳殖民地的5位大陆军将领之一。霍根起初是北卡罗莱纳第7团的少校，之后在1776年迅速晋升成该团指挥官。1777年，他参与了布兰迪万河战役和日耳曼敦战役。1779年，大陆会议加衔霍根为准将，但当时有多位议员和北卡罗来纳殖民地议会都期望先提升北卡罗莱纳的托马斯·克拉克。
1780年春，霍根在查尔斯顿围城战期间指挥北卡罗莱纳旅，这场战争以大陆军惨败告终，北卡罗莱纳所有正规部队中只有一个团没有投降，同样投降的还有本杰明·林肯少将下属的约5000名爱国者军人。霍根是该战结束后被俘的北卡罗莱纳军官中军衔最高的一位，他本有机会与其他被俘军官一起获得假释，但却放弃了机会，选择留在查尔斯顿附近的英军战俘营。霍根留在战俘营很可能是为了防止英国陆军招募投降的大陆军士兵参加西印度群岛战事。由于战俘营待遇恶劣，他的健康状况很快恶化，最终于1781年1月4日在查尔斯顿港半岛哈德尔波英特去世。

## 早年生活
美国独立战争爆发前，詹姆斯·霍根总体上默默无闻，因此他早年的大部分经历都不为人所知。霍根生于爱尔兰，于1751年移民北卡罗莱纳殖民地，并在同年10月3日与露丝·诺弗莱特（Ruth Norfleet）成婚:197。两人的独子名叫雷米尔（Lemuel）。霍根的家在如今北卡罗莱纳州哈利法克斯县的霍布古德（Hobgood）附近。
1774年，霍根成为哈利法克斯县安全委员会成员，这表明他在移民北卡罗莱纳殖民地23年后已积累了相当的声望。1775年8月到1776年11月，霍根作为哈利法克斯县代表参加第3到5届北卡罗莱纳省议会，还对从军表现出浓厚兴趣。此外，他还协助起草了北卡罗莱纳的第一部宪法:197。

## 美国独立战争

### 初任指挥
1776年4月，霍根成为北卡罗莱纳第7团少校，并于同年11月26日开始执掌该团:197。由于多位军官因私事延误军中事务，该团起初在组织上一度陷入混乱。为此霍根不得不严厉斥责部下军官，并以撤职相要胁。与此同时，北卡罗莱纳流言盛行，忠于大英帝国的保皇党四处散佈谣言，称北方的爱国者军队中疾病肆虐，已陷入绝境，灭亡只在朝夕之间，希望以此让其他爱国者对参军入伍望而却步。:126
布兰迪万河战役和日耳曼敦战役期间，霍根指挥第7团同英国陆军展开战斗，1777年冬到1778年则与该团驻扎在福吉谷:197。1778年，霍根应北卡罗莱纳大陆议会要求奉命协助募兵组建“更多的团”，然后又受命带领招募到的第一个团前往西点。到达当地后，霍根及带领的团开始在西点建筑防御工事，这一工作从1778年秋末和冬季一直持续到了1779年。霍根对执行这样的任务兴致缺缺，但由于缺少足够的武器，他的手下当时还不适合走上战场。如果要将全团武装起来，霍根还需要约400支火枪。:162-163

### 晋升及费城
1779年初，费城司令官贝内迪克特·阿诺德少将请乔治·华盛顿将军派一个团的大陆军前去支援，守卫费城的爱国者仓库。霍根因此受命，他带领新组建的团前去费城，到达的确切日期不晚于1月19日。
1779年1月9日，正赶往费城的霍根获大陆议会晋升为准將。这部分是源于北卡罗莱纳大陆议会议员托马斯·伯克（Thomas Burke）推动，同样来自爱尔兰的他称赞霍根在日耳曼敦战役中的表现“英勇无畏”:168。北卡罗莱纳殖民地议会已经对晋升哪些该殖民地军人将领军衔有过商议，并且已经提名了托马斯·克拉克（Thomas Clark）和杰思罗·萨姆纳升任准将，所以霍根的晋升引发了些许争议。最终萨姆纳也得以晋升，但全部13个殖民地中有9个支持霍根，最终克拉克未能成为准将:168-169。霍根的当选很大程度上是因为伯克在大陆议会中的积极奔走和宣传。作为政治议会的一员，伯克有义务投票支持殖民地议会的推荐人选，但他却努力说服其他议员把票投给霍根而非克拉克:168。1779年3月19日，霍根受命接替阿诺德担任费城司令官，并任职到同年11月22日止。

### 查尔斯顿战场

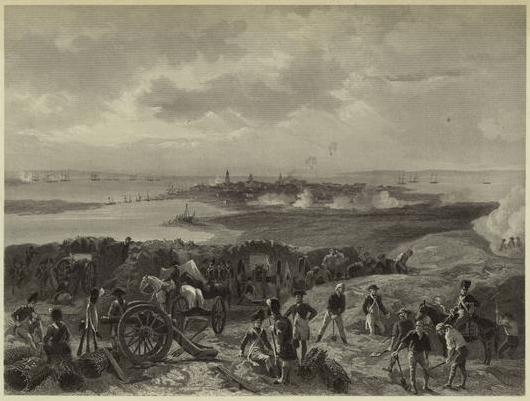
阿隆佐·查普尔所绘《查尔斯顿围城战》的黑白版本。这幅画从英军视角描绘了这场战斗。霍根在实战中所处的位置在此画中爱国者战线的左侧。

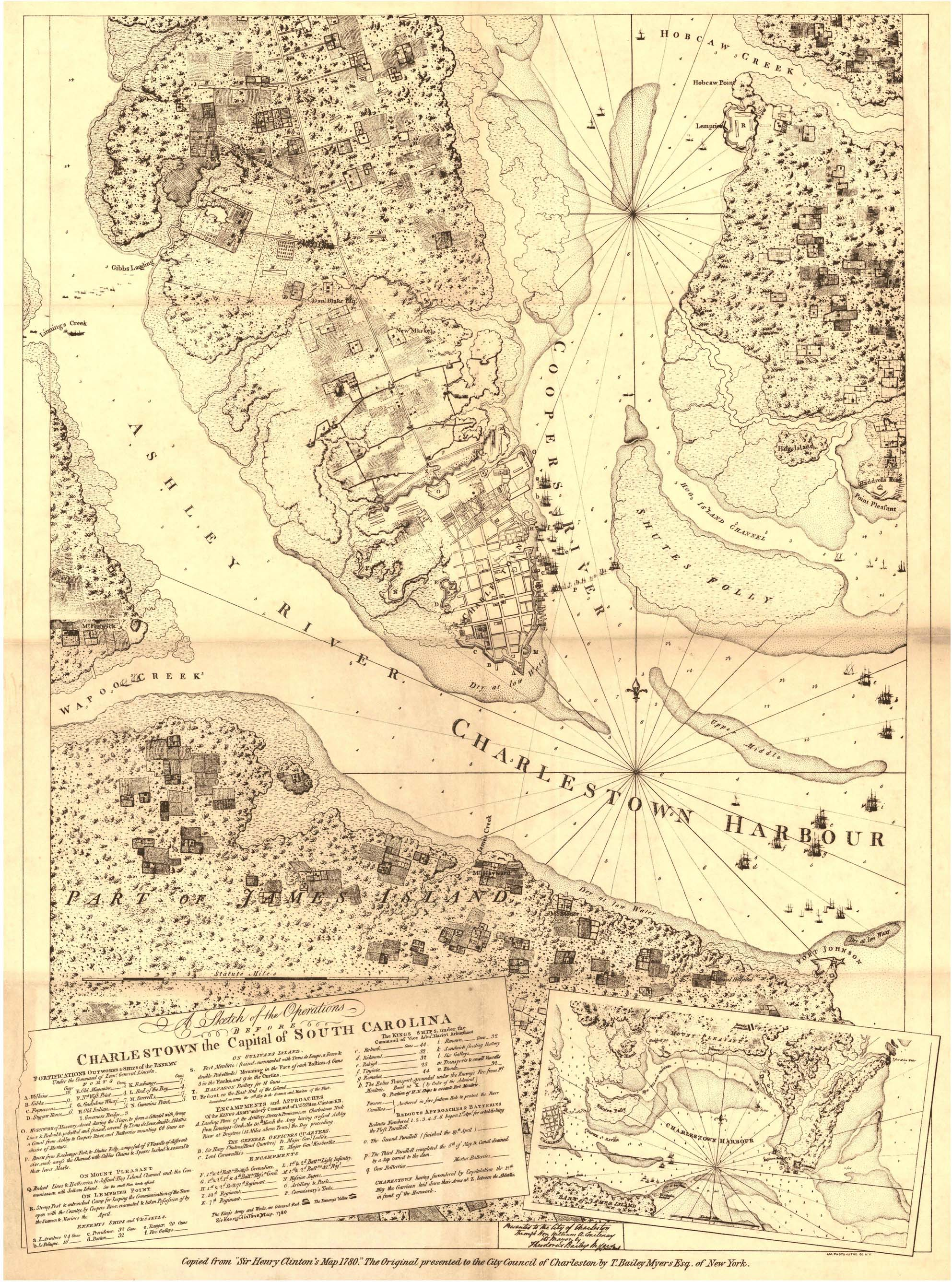
亨利·克林顿将军的1780年查尔斯顿围城战地图副本，图上查尔斯顿港最右侧向水域伸出的半岛即哈德尔波英特，霍根就是在这里去世。

1779年11月，霍根接过北卡罗莱纳旅的指挥权，该旅包括北卡罗莱纳战线中的第1、2、3和第4团。1779年冬到1780年，霍根带领该旅约700名将士:25从费城前去南卡罗莱纳殖民地的查尔斯顿接受本杰明·林肯调遣:199。这场行军非常艰难，霍根一行经历了多年来最寒冷、最严酷的冬季:26。
1780年3月13日，霍根与手下将士抵达查尔斯顿:26，据本杰明·林肯所说，这让该市和大陆军“喜出望外、倍受鼓舞”:93。查尔斯顿自3月上旬起就开始受到亨利·克林顿率领的英军围困，北卡罗莱纳旅立即受命驻防该市:26。霍根抵达后不久，市内许多北卡罗莱纳民兵开始返回家园，因为他们的服役期限只到3月24日左右。这些民兵只同意服役一段时间，并且不属霍根直接管辖范围，所以他无权阻止他们离去。:119
查尔斯顿的主要组成是个半岛，林肯因此把防御工事排列在半岛的“颈部”，其中包括一系列的堡垒、突出部和炮台。这些防御工事由一道女儿墙相连，通过后防线延伸出来的混凝土角堡进行指挥:115。爱国者军队在这些防御工事前方挖掘出约5.5米宽的护城河，还在护城河和女儿墙之间构建了一系列拒木来拖延英军攻势:115-116。4月1日，英军开始全面围城，霍根及手下将士负责守卫库珀河（Cooper River）附近的大陆军右翼战线:120。
1780年，霍根参加了一轮战事议会。作为民事政府的组成部分，南卡罗莱纳殖民地枢密院的多位议员扬言，如果战事议会投票决定撤离查尔斯顿，那么他们就会照办，哪怕这会破坏大陆军的作战计划:167-170。虽然守军的粮草只能再支持8到10天时间:182，但林肯屈从于民事部门的压力，延误了撤退时机。4月26日，霍根参加了又一轮战事议会，会议认为，查尔斯顿已被英军从四面八方围困，军队也已没有退路:181。接下来的两个星期里，英军和爱国者军队不间断地交战了两星期，英军的轰炸推倒了爱国者所建的城墙:195-206。
5月8日，林肯召集军中所有将领、实战军官和战船船长召开又一次战事议会，讨论是否接受克林顿提议的投降条件:208。全部61名与会军官中，包括霍根在内的49人投票支持向英军司令官提议有条件投降:209。英军没有接受条件，双方继续交战，林肯又在11日再度召开战事议会，对投降条件作进一步讨论。议会投票决定向克林顿提出有条件投降条款，后者也接受了条款:217, 219。1780年5月12日，林肯带领包括霍根在内的众多军官向英国陆军投降，跟随他们一起投降的还有约5000名大陆军人和民兵:199。当时北卡罗莱纳战线的绝大多数正规军队都伴随着这次投降而沦为战俘，剩下的只有民兵和一个团:199。来自北卡罗莱纳的大陆军人共有约814人在查尔斯顿围城战后沦为英军战俘，身为准将的霍根是其中军衔最高的一位:232。

### 被俘及去世
霍根本有机会像其他被俘军官一样获得假释，但他却主动留做战俘，被关押在英军位于查尔斯顿港半岛哈德尔波英特，即如今南卡罗莱纳州的芒特普林森）的战俘营:233。霍根的这一决定部分是因为他希望尽量防止英军收买大陆军将士参与西印度群岛的战事。但是，哈德尔波英特所关押的都是军官，英军安排招募的大陆军人住在查尔斯顿的军营里:229。
沦为战俘的军官所受待遇非常恶劣，他们缺少食物，但又不能捕鱼，英军还威胁要把他们赶出南卡罗莱纳:199。查尔斯顿周边的战俘营关押了约3300名爱国者军人，这些战俘营的情况与哈德尔波因特大同小异，还有许多人被关在既拥挤、又不卫生的监禁船只上。在这样的情况下，许多大陆军人选择加入保皇党的军队，霍根及其他军官为此在战俘营设立军事法庭，试图维持军事架构的威严:233。但在恶劣的条件下，他的身体状况很快恶化，1781年1月4日，詹姆斯·霍根在哈德尔波因特的英军战俘营去世:199-200，遗骨下葬在无名墓中。

## 影响
1786年3月14日，北卡罗莱纳殖民地议会授予霍根的儿子19平方公里土地，以纪念他父亲的功勋，这片土地位于如今田纳西州的纳什维尔附近:200。美国独立战争期间，共有22位爱国者将领逝世，其中12名是因疾病或其他非军事因素导致（另外10名是因作战阵亡），詹姆斯·霍根便是其中之一。20世纪初，北卡罗莱纳州法学家兼历史学家沃尔特·克拉克（Walter Clark）指出，北卡罗莱纳殖民地在独立战争期间共有5位将领，但只有3位——分别是罗伯特·豪少将、弗朗西斯·纳什和詹姆斯·摩尔准将——为当代历史学家所熟知，霍根和杰思罗·萨姆纳的一生都没有得到应有的重视:196。
霍根的个人文件由他身在阿拉巴马州的后裔保留，但这些文件基本都在南北战争期间被毁，使得人们已经不大可能充分了解他的一生:200。1954年，北卡罗莱纳州文化资源部下属的北卡罗莱纳州高速公路历史纪念牌计划在霍根位于哈利法克斯县的故宫附近树立起历史纪念牌，以纪念他一生的功绩。